# Académie du cinéma suisse
L'Académie du cinéma suisse est une organisation suisse, créée le 27 mai 2008, regroupant les associations professionnelles nationales du cinéma.

## Membres
Elle compte environ 600 membres, dont l'ensemble des nommés et gagnants du Prix du cinéma suisse depuis 1998.
De plus, les représentants de la branche cinématographique suisse qui sont les suivantes sont également membres de l'ACS:
- ARF, Association suisse des scénaristes et réalisateurs de films
- ASCA, Association suisse du cinéma d'art
- ASV, Association suisse du vidéogramme
- CINESUISSE, Association faîtière de la branche suisse du cinéma et de l'audiovisuel
- Conférence des Festivals
- FDS, Film Distribution Suisse (anciennement Association suisse des distributeurs de films (ASDF))
- FOCAL, Fondation de formation continue pour le cinéma et l'audiovisuel
- GARP, Groupe auteurs, réalisateurs, producteurs
- GSFA, Groupement suisse du film d'animation
- IG, Producteurs Indépendants de films suisses
- PROCINEMA, Association suisse des exploitants et distributeurs de films
- SFA, Swissfilm Association of Swiss TV, Corporate & Commercial Producers
- SPF, Association suisse des producteurs de films
- SSFV, Syndicat suisse film et vidéo
- SWISSFILMS, Fondation de promotion et d'aide à la production et à la distribution du cinéma en Suisse

Enfin, les festivals du film, les écoles de cinéma et les critiques de films sont aussi invités à proposer des personnes susceptibles de participer à l'Académie.

## Anciens membres
- ASITIS, Association suisse des industries techniques de l'image et du son
- UFMC, Union of Film Music Composers of Switzerland

## Prix du cinéma suisse
Elle décerne depuis 2010 les Quartz du Prix du cinéma suisse. Entre 1998 et 2009, le Prix du cinéma suisse était décerné par un Jury lors des Journées cinématographiques de Soleure. En 2009, l'Académie décidait sur les nominations.
Les Quartz sont au cinéma suisse ce que les Oscars sont au cinéma américain et les César au cinéma français.
Ce n'est qu'en 2010 que l'Académie du Cinéma Suisse décerne pour la première fois en toute souveraineté (auparavant chapeautée par l'Office fédéral de la Culture) les nominations et les gagnants du prix. Un jury nommé par l'Office fédéral se composant des membres de l'Académie confirme les choix de la dernière formellement.
Les membres de l'Académie soumettent leur vote par internet, et ce depuis 2008, via la plate-forme artfilm.ch.
L'Académie décerne les prix suivants:
- Meilleur film de fiction
- Meilleur documentaire
- Meilleur court métrage
- Meilleur film d'animation (tous les deux ans)
- Meilleur scénario
- Meilleure interprétation féminine
- Meilleure interprétation masculine
- Meilleur espoir d’interprétation (masculin et féminin confondus)
- Meilleure musique de film
- Prix spécial du jury
- Prix d’honneur

## Présidents
- Fredi Murer 2008-2009
- Christian Frei 2010-2011
- Séverine Cornamusaz et Bex Samir (co-présidence) 2020-2024